# Rifugio Levi Molinari
Il rifugio Levi Molinari è un rifugio situato nel comune di Exilles (TO), in Val di Susa, nelle Alpi Cozie, a 1.850 m s.l.m.

## Storia
L'anno di fondazione è il 1927. È intitolato alla memoria di Mariannina Levi e Magda Molinari, due giovani alpiniste morte sui monti della Valsusa durante l'epoca del fascismo. Viene ristrutturato nel 1999.

## Caratteristiche
Il rifugio è aperto in modo continuativo da metà giugno a metà settembre. Nei mesi di maggio e di ottobre soltanto nei week-end.

## Accessi
La strada di salita fino a Grange della Valle attraversa un fitto bosco ed è completamente asfaltata anche se stretta (numerose piazzole di sosta). Dalla frazione di Exilles Grange della Valle (1.769 m), dove risulta più comodo il parcheggio, il rifugio è raggiungibile in circa un quarto d'ora di camminata su pista sterrata. Si attraversa il ponte sul torrente Galambra e si prende a sinistra superando la colonia alpina Viberti e proseguendo dritto.

## Ascensioni
- Punta Sommeiller - 3.333 m
- Monte Niblé - 3.365 m (circa 5 ore), eventualmente appoggiandosi al bivacco Walter Blais
- Cima del Vallonetto - 3.222 m
- Rocca d'Ambin - 3.377 m

## Traversate
- Rifugio Luigi Vaccarone - 2.747 m
- Refuge d'Ambin - 2.270 m
- Rifugio Camillo Scarfiotti - 2.165 m
- Bardonecchia per la Valfredda o la Valle di Rochemolles